# Until One
Albums de Swedish House Mafia
One Night Stand
(2011)
Singles
1. Leave the World Behind
Sortie : 10 mai 2010
2. One
Sortie : 6 juin 2010
3. Miami 2 Ibiza
Sortie : 4 octobre 2010

Until One est le premier album du groupe de DJs suédois Swedish House Mafia sorti le 25 octobre 2010.

## Singles
- Leave the World Behind est le premier single extrait de l'album. Collaboration du groupe suédois Swedish House Mafia avec le DJ néerlandais laidback Luke et la chanteuse canadienne Deborah Cox, le single sort en 2009 et se classe 39e
- One, est le second single extrait de l'album.
- Miami 2 Ibiza est le troisième single extrait de l'album, on retrouve la collaboration du rappeur Tinie Tempah. Le single est disponible depuis le 1er octobre 2010 atteint la 4e place dans le UK Singles Chart.

## Liste des pistes
| No  | Titre                                           | Artiste(s)                                                            | Durée |
| --- | ----------------------------------------------- | --------------------------------------------------------------------- | ----- |
| 1.  | Miami 2 Ibiza                                   | Swedish House Mafia, Tinie Tempah                                     | 2:43  |
| 2.  | Miami 2 Ibiza (Instrumental)                    | Swedish House Mafia                                                   | 2:16  |
| 3.  | Reach Out / You Got the Love                    | Sander van Doorn, Candi Staton                                        | 1:59  |
| 4.  | Leave the World Behind                          | Swedish House Mafia, Laidback Luke, Deborah Cox                       | 3:11  |
| 5.  | Nothing But Love (Remode)                       | Axwell                                                                | 3:05  |
| 6.  | Valodja                                         | Steve Angello, AN21                                                   | 2:36  |
| 7.  | In the Air (Axwell Remix)                       | TV Rock, Rudy                                                         | 2:59  |
| 8.  | Kidsos / We Are Your Friends                    | Sebastian Ingrosso, Simian                                            | 3:59  |
| 9.  | Walk With Me (Axwell & Daddy's Groove Remix)    | Prok & Fitch                                                          | 2:29  |
| 10. | Tivoli / Walking On a Dream                     | Steve Angello, Empire of the Sun                                      | 4:01  |
| 11. | Satisfaction (Isak Original Extended Mix)       | Benny Benassi                                                         | 2:20  |
| 12. | Show Me Love                                    | Steve Angello, Laidback Luke, Robin S                                 | 4:21  |
| 13. | KNAS                                            | Steve Angello                                                         | 3:14  |
| 14. | Meich / Clocks                                  | Sebastian Ingrosso, Dirty South, Coldplay                             | 3:55  |
| 15. | How Soon Is Now (Main Mix)                      | David Guetta, Sebastian Ingrosso, Dirty South, Julie McKnight         | 6:01  |
| 16. | Swedish Beauty / Diamond Life                   | AN21, Max Vangelli, Louie Vega, Jay "Sinister" Sealee, Julie McKnight | 5:32  |
| 17. | Tell Me Why                                     | Supermode                                                             | 2:31  |
| 18. | Teenage Crime (Axwell & Henrik B Remode)        | Adrian Lux                                                            | 2:44  |
| 19. | Monday                                          | Steve Angello                                                         | 3:00  |
| 20. | Silvia (Sebastian Ingrosso & Dirty South Remix) | Miike Snow                                                            | 2:59  |
| 21. | I Found U (Remode)                              | Axwell                                                                | 3:43  |
| 22. | One More Time                                   | Daft Punk                                                             | 3:22  |
| 23. | One                                             | Swedish House Mafia                                                   | 3:23  |
| 24. | One (Your Name)                                 | Swedish House Mafia, Pharrell                                         | 3:03  |

Note: * La piste 4 de Swedish House Mafia est sortie sous le nom de Axwell, Steve Angello & Sebastian Ingrosso.

## Classement
| Classement (2010)                     | Meilleur position |
| ------------------------------------- | ----------------- |
| Belgique Albums Chart (Flandre)       | 6                 |
| Belgique Albums Chart (Wallonie)      | 22                |
| Danemark Albums Chart                 | 31                |
| Pays-Bas Albums Chart                 | 8                 |
| France Albums Chart                   | 66                |
| Suède Albums Chart                    | 13                |
| Suisse Music Charts                   | 18                |
| Royaume-Uni Compilations Albums Chart | 2                 |
| États-Unis Billboard 200              | 139               |
| États-Unis Top Electronic Albums      | 4                 |
| États-Unis Top Heatseekers            | 2                 |

## Historique de sortie
| Pays        | Date            | Format                     | Label  | Catalogue  |
| ----------- | --------------- | -------------------------- | ------ | ---------- |
| Allemagne   | 22 octobre 2010 | CD                         | Virgin | B003UYJGZI |
| Royaume-Uni | 25 octobre 2010 | Téléchargement digital, CD | Virgin | B003UYJGZI |